# 豪厄爾峰
70°58′S 160°0′E / 70.967°S 160.000°E
豪厄爾峰（英語：Howell Peak）是南極洲的冰原島峰，位於奧次地，屬於丹尼爾斯山脈的一部分，海拔高度1,750米，美國地質調查局根據測量和該國海軍的空中照片繪入地圖，現時由南極條約體系管理。